# Servair
Servair является дочерней компанией Air France (50,01 %) и швейцарской кейтеринговой компании Gategroup (49,99 %), специализирующейся на авиационном питании сотрудников и пассажиров авиакомпаний. 
Servair предоставляет ресторанные услуги, оборудование и уборку воздушных судов. У него около 130 компаний-заказчиков.

## Направления деятельности
У компании четыре основных направлений деятельности:
- Кейтеринг, то есть услуги питания на борту.
- Обработка, то есть оснащение и логистика, то есть погрузка / разгрузка самолетов (подушки, одеяла, тележки и т. Д.), А также управление и хранение гостиничных продуктов (например, приготовление напитков, еды, беспошлинных товаров).
- Рампа, то есть помощь в аэропорту, от помощи на ВПП до помощи в терминале.
- Уборка, то есть обслуживание салона, чтобы подготовить чистый и комфортабельный самолет.

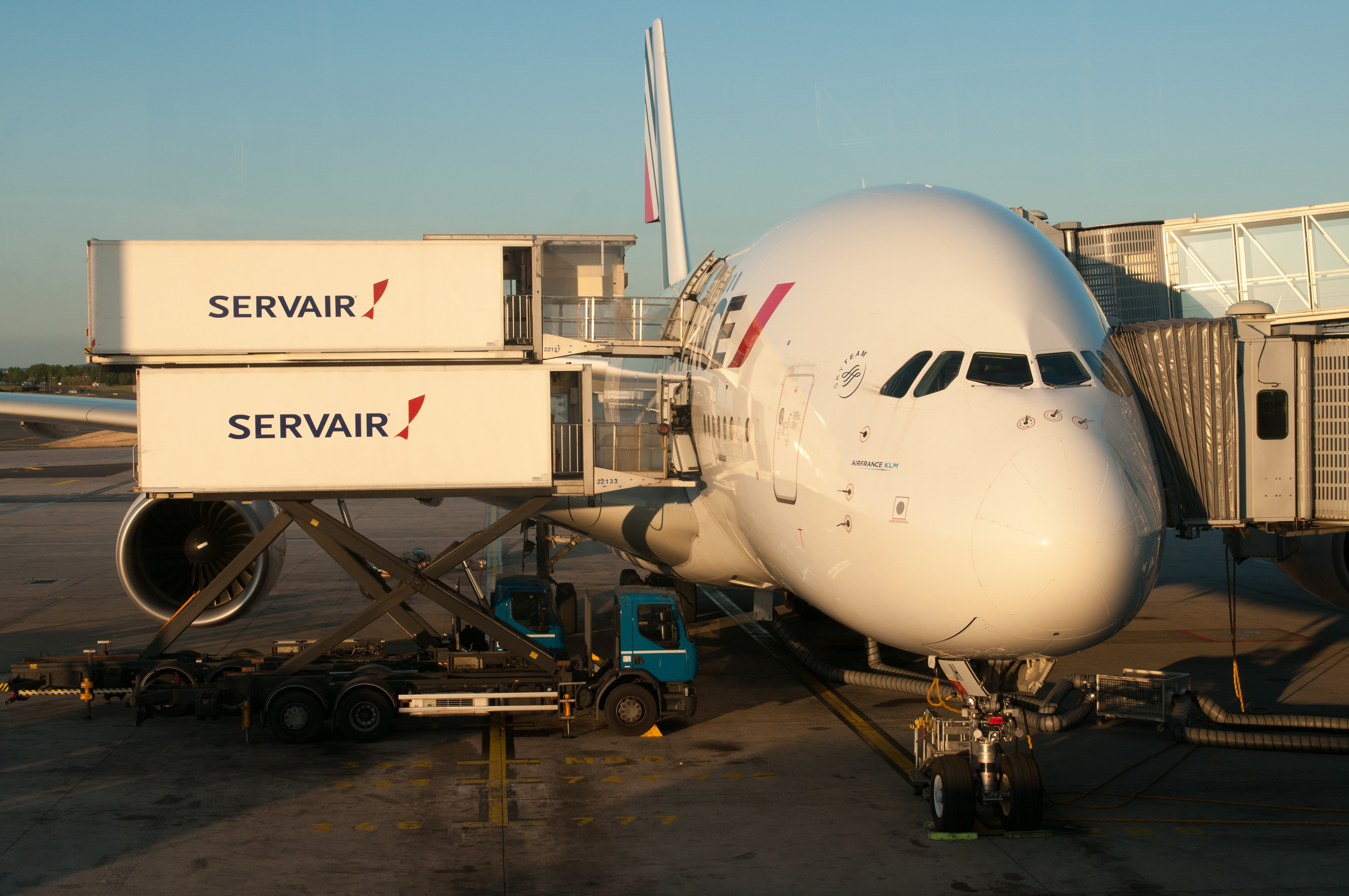
Обслуживание Servair